# Diplectrona hystricosa
Diplectrona hystricosa là một loài Trichoptera trong họ Hydropsychidae. Chúng phân bố ở miền Australasia.